# Saarijärvi (sjö i Finland, Lappland, lat 67,17, long 24,50)
Saarijärvi är en sjö i Finland. Den ligger i kommunen Kolari i landskapet Lappland, i den norra delen av landet, 800 km norr om huvudstaden Helsingfors. Saarijärvi ligger 190,2 meter över havet. Arean är 39 hektar och strandlinjen är 4,6 kilometer lång. Sjön  ingår i Torne älvs huvudavrinningsområde. 